# Малагурадзе, Лаша
Лаша Малагурадзе (груз. ლაშა მალაღურაძე; род. 2 июня 1986 года, Тбилиси) — грузинский профессиональный регбист, играющий на позиции десятого номера.

## Биография

### Клубная карьера
Регби начал заниматься с 7 лет, параллельно с футболом, но в 16 лет окончательно остановил свой выбор на регби. Играть начинал в клубе «Кочеби», затем вместе со старшим братом Джабой перебрался в одесский клуб «Кредо-63».
В 2007 году Лаша Малагурадзе стал чемпионом Украины. В матче последнего тура чемпионата Украины 2007 года с харьковским «Олимпом» он забил пять штрафных, его команда победила со счётом 15:13. По итогам победного соревнования президент клуба «Кредо-63» Олег Этнарович отметил Лашу как «главного бомбардира команды, нашего „Гретцки“». В июне 2008 года Лаша, уже имевший условную дисквалификацию на год в украинских турнирах, был дисквалифицирован Дисциплинарной комиссией Федерации регби Украины на полтора года по итогам скандала в матче «Авиатор» — «Кредо-63» «за оскорбление официального лица (судьи матча) и угрозу насилия, а также учитывая неистекшую условную дисквалификацию <...>». После этого Лаша уехал во Францию.
Первым французским клубом в карьере Л. Малагурадзе стал «Безье», с которым он по итогам сезона 2010/11 стал победителем в Федераль-1 (в то время 3-м по силе дивизионе Франции). В этом сезоне Малагурадзе играл за «Безье» вместе с выдающимся флай-хавом, экс-игроком сборной Новой Зеландии Эндрю Мертенсом. Затем играл за «Ля Вульт Валанс» в лиге Федераль-2 и за «Стад Баньере» в Федераль-1, в общей сложности проведя во Франции 7 лет. В июле 2015 года на сайте «Стад Баньере» сообщалось, что Малагурадзе покинет клуб ввиду того, что руководство желало сократить расходы на зарплаты. Тем не менее, в заявке Грузинского регбийного союза от 1 сентября 2015 года на чемпионат мира Малагурадзе был указан как игрок «Стад Баньере».
В том же 2015 году Лаша вернулся в родной клуб «Кочеби», а уже в марте 2016 года подписал трёхлетний контракт с «Красным Яром». Красноярцы приобрели Малагурадзе как опытного десятого номера (флай-хава) и стабильного бьющего, в качестве замены тонганцу Фангатапу Апикотоа. Обладатель Суперкубка России 2016 года, серебряный призёр чемпионатов России 2016, 2017 и 2018 гг. в составе красноярцев. В 2016—2017 годах Малагурадзе успешно играл за «Красный Яр» против клубов из зарубежной Европы в квалификации к Европейскому кубку вызова 2017/18. Домашний матч против «Стад Франсе» 14 октября 2017 года стал дебютным в собственно Кубке вызова, то есть на групповом этапе с участием команд из трёх сильнейших лиг Европы, и для «Красного Яра», и для Малагурадзе. Результат этой игры — 34:29 в пользу сибирской команды — на официальном сайте регбийных еврокубков был назван «одной из крупнейших сенсаций в истории клубного регби». На счету Малагурадзе в этой игре три точных реализации, две неуспешных реализации и один забитый штрафной. Затем, однако, «Яр» проиграл пять матчей подряд и выбыл из борьбы за Кубок вызова. Кроме того, в августе 2018 года Малагурадзе играл в победном полуфинале Кубка России против команды «ВВА-Подмосковье», однако финал этого турнира, перенесённый на 2019 год, прошёл уже без его участия. В декабре руководство «Красного Яра» решило не продлевать контракт с грузином, ссылаясь на то, что в наступающем году он будет постоянно занят в сборной Грузии, готовящейся к чемпионату мира, и на лимит на легионеров в чемпионате России. В том же месяце, через считаные дни, было сообщено о переходе Малагурадзе в «ВВА-Подмосковье».
В 2019—2020 годах играл за команду «ВВА-Подмосковье». В чемпионате России 2019 года на счету Малагурадзе 61 очко (2 попытки, 18 реализаций и 5 штрафных), а также 7 ассистов (передач, после которых партнёр занёс попытку). В 2020 году в подмосковный клуб перешли и два других грузина, Гиорги (Георгий) Апциаури и Зураби (Зура) Эристави. По ходу этого же года все три грузинских легионера в разное время покинули «ВВА», а затем Апциаури дал откровенное интервью с критикой руководства клуба. По утверждению Апциаури, Малагурадзе был обвинён в «сливе» матчей, был уволен, несмотря на отсутствие претензий у других игроков подмосковной команды, и вернулся в Грузию.
С 2021 года играет за клуб «Кочеби» в чемпионате Грузии. В 2022 году стал серебряным призёром чемпионата Грузии. В матче плей-офф против «Хареби», завершившемся со счётом 33:32, на счету Малагурадзе два забитых штрафных и две успешных реализации. В финале против «Батуми» он забил три штрафных, но его команда проиграла 14:23. Итого в чемпионате Грузии сезона 2021/22 — 186 очков (третий результат в лиге, после Мамуки Нинидзе и Гиорги Петриашвили). В чемпионате Грузии 2022/23 набрал 107 очков.

### Карьера в сборной
Согласно сайту организации Le Cap Sports, в первых двух матчах, в которых Малагурадзе выходил в стартовом составе сборной U-21, он занёс четыре попытки. В 2006 году играл на первенстве мира среди игроков не старше 21 года, проходившем во Франции. Этот турнир не был успешен для грузинской команды: пять поражений в пяти матчах и последнее, 12-е место. Малагурадзе сыграл четыре матча, в которых на его счету суммарно пять забитых штрафных, шесть точных реализаций и один дроп-гол.
Дебютировал в главной сборной Грузии в 2008 году. Участник чемпионата мира по регби 2011 года, перед турниром получил травму, поэтому смог сыграть лишь один матч, в последнем туре группового этапа против Аргентины. На чемпионате мира по регби 2015 провёл 4 матча, в том числе против Новой Зеландии, занёс попытку в зачётную зону сборной Намибии и помог своей команде одержать победу. Чемпионат мира 2019 года стал для Малагурадзе третьим в карьере: он выходил на поле в трёх матчах из четырёх сыгранных его командой. Является шестикратным чемпионом Европы по регби. 5 февраля 2023 года, после примерно трёхлетнего перерыва, сыграл за «борджгалоснеби» в матче чемпионата Европы против Германии. Этот матч стал для Малагурадзе сотым в составе сборной Грузии.
В 2014 году играл за сборную Грузии по регби-7 на лионском и московском этапах чемпионата Европы (Гран-при Европы).

### Семья
Лаша из регбийной семьи, его отец и старший брат Джаба тоже регбисты, причем Джаба выступает за национальную сборную Украины.

## Стиль игры
Пробивал реализации и штрафные. В июне 2014 года на Кубке Тбилиси IRB в игре за Грузию против второй сборной Аргентины забил штрафной с 56 метров, пробив со своей половины поля. По мнению российского регбийного арбитра Артура Каптюха, Лаша Малагурадзе — «несдержанный игрок в плане дисциплины, любит поболтать с судьями или умышленно нарушить какое-нибудь правило, за что получает карточки и иногда поэтому подводит свою команду». Каптюх сравнил Малагурадзе с известным российским регбистом 2000-х годов Виктором Моториным, «который в свое время тоже очень любил покричать, понервничать, поспорить».